# Ministre (protestantisme)
Els ministres del cristianisme protestant és algú que està autoritzat per una església o una organització religiosa per a fer funcions com les de l'ensenyament de les creences; portar a terme serveis com els casaments, batejos o funerals o proporcionar guia espiritual a la comunitat. El terme ministre deriva del llatí “funcionari, assistent”, el qual deriva de minus “menys”.

Olympia Brown, la primera ministra Universalista.

## Títols relacionats

### Bisbes, sacerdots i diaques
En el catolicisme romà, esglésies ortodoxes, anglicanisme Metodistes Units (Estats Units) i algunes esglésies del luteranisme hi ha tres ordes de clergues ordenats:
- Bisbes el clergat principal, administren els sagraments i governen l'església.
- Sacerdots administren els sagraments i dirigeixen les congregacions locals; no poden ordenar altres clergues ni consagrar edificis.
- diaques no tenen un paper sacramental i ajuden en la litúrgia.

El terme rector (derivat del llatí que significa governant) o el de vicari mes fa servir en sacerdots en certes ocupacions, especialment en el Catolicisme romà, Anglicanisme i tradicions Episcopalistes.